# Mathieu Drujon
Mathieu Drujon (Troyes, 1º febbraio 1983) è un ex ciclista su strada francese, professionista dal 2006 al 2013.

## Palmarès

### Strada
- 2001 (Juniores)

Classifica generale Tour du Haut-Anjou
- 2004 (Vendée U, una vittoria)

3ª tappa Ronde de l'Isard d'Ariège (Vicdessos > Lézat-sur-Lèze)
- 2013 (BigMat-Auber 93, una vittoria)

Classic Sud Ardèche

#### Altri successi
- 2009 (Caisse d'Epargne)

2ª tappa Tour Méditerranéen (Narbonne > Gruissan, cronosquadre)
- 2014 (VC Toucy)

3ª tappa Tour de Côte-d'Or (Bagneaux > Alise-Sainte-Reine)
Saint-Parres-aux-Tertres

## Piazzamenti

### Classiche monumento
- Giro delle Fiandre

2008: 79º
2009: 86º
2010: ritirato
- Parigi-Roubaix

2008: 74º
2009: ritirato
2010: fuori tempo massimo